# قطار به‌سوی پاکستان (فیلم)
قطار به‌سوی پاکستان (به انگلیسی: Train to Pakistan) فیلمی هندی محصول سال ۱۹۹۸ و اقتباسی از رمانی به همین نام نوشته خوشوانت سینگ به کارگردانی پاملا روکس است. در این فیلم بازیگرانی همچون نیمال پاندی، راجیت کاپور، موهان آگاشه و دیویا دوتا ایفای نقش کرده‌اند.